# Matisse: Voyages
Matisse: Voyages è un documentario del 1988 diretto da Nick Havinga e basato sulla vita del pittore francese Henri Matisse.